# Andy De Smet
Andy De Smet (Zottegem, 4 de març de 1970) va ser un ciclista belga, professional del 1995 al 2005. Els seus èxits més importants foren les victòries a la Fletxa flamenca i al Tour de Drenthe.

## Palmarès
- 1993
  - 1r a la Fletxa flamenca
- 1995
  - 1r a la Zellik-Galmaarden
- 1996
  - 1r a la Stadsprijs Geraardsbergen
- 1998
  - Vencedor de 2 etapes a la Herald Sun Tour
- 1999
  - 1r a l'Omloop van de Gouden Garnaal
- 2000
  - 1r al Tour de Drenthe
  - 1r a la Ster der Beloften
- 2001
  - Vencedor d'una etapa a la Volta a Rodes